# 1932–1933-as spanyol labdarúgó-bajnokság (másodosztály)
A Segunda División 1932-33-as szezonja volt a bajnokság ötödik kiírása. A bajnokságban 10 csapat vett részt, a győztes a Oviedo FC lett.

## Végeredmény
| #  | Klub                   | M  | P  | Gy | D | V  | RG | KG | GK  |
| -- | ---------------------- | -- | -- | -- | - | -- | -- | -- | --- |
| 1  | Oviedo FC              | 18 | 27 | 12 | 3 | 3  | 58 | 26 | +32 |
| 2  | Athletic Club Madrid   | 18 | 24 | 10 | 4 | 4  | 40 | 35 | +5  |
| 3  | Murcia FC              | 18 | 20 | 9  | 2 | 7  | 33 | 41 | -8  |
| 4  | Unión Club de Irún     | 18 | 20 | 9  | 2 | 7  | 51 | 36 | +15 |
| 5  | Deportivo de La Coruña | 18 | 20 | 8  | 4 | 6  | 38 | 38 | 0   |
| 6  | Sporting de Gijón      | 18 | 18 | 8  | 2 | 8  | 49 | 40 | +9  |
| 7  | Club Celta             | 18 | 17 | 8  | 1 | 9  | 36 | 38 | -2  |
| 8  | CA Osasuna             | 18 | 17 | 7  | 3 | 8  | 45 | 47 | -2  |
| 9  | Sevilla FC             | 18 | 13 | 5  | 3 | 10 | 29 | 38 | -9  |
| 10 | CD Castellón 1         | 18 | 4  | 2  | 0 | 16 | 14 | 54 | -40 |

1 A Castellón pályáját bezárták, és a hátralévő 4 meccset a csapat nem akarta máshol lejátszani, a győzelemért járó pontokat az ellenfelek kapták.